# 八木のぶお
八木 のぶお（やぎ のぶお、1952年2月22日 - ）は、日本のハーモニカ奏者。東京都出身。これまでに数多のミュージシャンのレコーディングやセッションに参加している。

## 人物・来歴
1952年東京都に生まれる。14歳から独学でブルースハープ(ハーモニカ)の演奏を始め、クロマティック・ハーモニカを崎元譲に師事する。1979年にフュージョングループ ″カーティス・クリーク・バンド″ を結成する。TVドラマ『北の国から』『探偵物語』等のテーマ曲や、北野武監督の映画『HANA-BI』サウンドトラック（音楽：久石譲）収録曲の演奏、TBS系「筑紫哲也 NEWS23」のエンディングテーマ「翼」(詩・曲：武満徹 - 歌：石川セリ) の演奏を担当する。
1990年頃からは国内でのライブ活動を始め、多くのミュージシャンと共演する以外に、″ニューオリンズ・ヘリテッジ・ジャズ・フェスティバル″ には4年連続で出演し、ほかブルース界の重鎮ドクター・ジョン、アメリカのバンド、ネヴィル・ブラザーズ等とレコーディング・セッションでの共演や、3週間に及ぶ外務省後援・国際交流基金主催による東ヨーロッパ・コンサートなど、国際的な活動も展開する。また、″サイトウキネンフェスティバル・武満徹メモリアルコンサート″ で小室等と共演、各国のアーティストが集まった ″アート・キャンプ白州″ では舞踏家の田中泯等と共演した。
2001年に太鼓ドラマー・ヒダノ修一の呼びかけにより、井上堯之、ミッキー吉野、鳴瀬喜博らと ″EnTRANS″(エントランス)を結成（グループ名は「すべての音楽の入り口となり、やがてトランスしていく」という願いを込めて付けられたもの）。多彩なミュージシャン達をゲストを迎えて精力的に活動を続けていたが、2008年に井上堯之が芸能界引退を発表したことで、およそ1年後にはメンバー4人による第2期EnTRANSとしての活動が開始された。同年には、結成から8年間に及び開催されたライブでの音源を収録した2枚組の1stアルバム『We, Us』がリリースされ、2016年には結成15周年を記念した2ndアルバム『Be Our Guest!!』がリリースされた。

## 出演

### 1990年代後半から2000年代
- 土岐英史、難波弘之、鳴瀬喜博等と ″堀井勝美プロジェクト″ への参加。
- サザンオールスターズ″FINAL COUNTDOWN SESSION″「来ればわかる!!」に ″嘉門雄三ブルースクインテット with 八木のぶお″ で参加。
- 名古屋″JAZZ IS MY LIFE コンサート″に井上信平、高橋ゲタ夫、中西俊博らと共に2000～2004年まで4年連続で出演。
- ″坂田明ミジンコクラブコンサート″ に渡辺貞夫、ヤヒロトモヒロ、井上陽水、小室等と出演。
- ゴールデン・カップス ″ONE MORE TIME″ 完成記念コンサート(横浜赤レンガ館)への出演。
- 石川さゆり青山劇場コンサートにゲスト出演。
- ″宮古島ミュージックコンベンション″にレギュラー出演。
- 日韓国交正常化50周年記念催事特別公演に、ヒダノ修一バンドのメンバーとして高橋ゲタ夫と共に参加。
- コジ・カナ・ツル（小島良喜、金澤英明、鶴谷智生）″BLUES ALLEY ライブ″にゲスト参加。
- 大黒摩季NHKホールコンサート ″HAPPINESS″ にゲスト出演。
- 上々台風25周年コンサートにゲスト出演。
- 愛知万博地球市民村でのイベントに参加。
- ジョー山中 with AMIGO'S（大山大吾郎・田中晴之・山田はるぞう）でライブツアーに参加。

## 共演
- 那須野が原ハーモニーホールで小室等、ムッシュかまやつ、森山良子等と共演。
- 横浜BLITZオープニングコンサートでミッキー吉野、吉田美奈子、ジョー山中、エディ藩等と共演。
- 武満徹記念館(エコール御代田)完成記念コンサートで小室等、荘村清志等と共演。
- BS2「岩代音楽館～最後の晩餐会～」で岩代太郎、渡辺真知子と共演。
- フランスのハーモニカ奏者、J.J. MILTEAU(ジャン・ジャック・ミルトゥ)ジャパンツアーでの共演。

## グループ参加
- ジョー山中 with AMIGO'S（大山大吾郎・田中晴之・山田はるぞう）でライブツアーに参加。
- EnTRANS（井上堯之・ミッキー吉野・鳴瀬喜博・ヒダノ修一）
- echos（ムツゴロウ動物王国で飼育員として30年以上従事し、現在はミュージシャンとして活動する藤本祐治を中心としたバンド）
- The Low Riders（高橋ゲタ夫・チッコ相馬・羽仁知治・ジョージ平沢）
- HARP MADDNESS（KOTEZ・照本史）ではオリジナルメンバーとして活躍中。

## 作品

### アルバム
| 発売年 | レーベル          | 規格           | 規格品番  | タイトル       | 備考                                             |
| ------ | ----------------- | -------------- | --------- | -------------- | ------------------------------------------------ |
| 1979年 | Invitation        | LP・CD(2017年) | VIH-6060  | Mi Mi Africa   | 村上秀一、高橋ゲタ夫、ペッカー、倉田信雄らが参加 |
| 1980年 | Atom              | LP             | Atom 1002 | HARMONICA STEP | HIROSHI & YAGI(安川ひろし・八木のぶお)名義       |
| 2001年 | Village Records   | CD             | VRCL-3020 | 月にうかれて   | 古澤良治郎、田中まこと、須川光らが参加           |
| 2013年 | BookRidge Records | CD             | BRCG-1002 | 宮古島         | 山崎まさよし、birdらが参加                       |

## 参加作品

### カーティス・クリーク・バンド

#### シングル
| 発売年 | レーベル         | 規格 | 規格品番 | タイトル                 | 備考                                        |
| ------ | ---------------- | ---- | -------- | ------------------------ | ------------------------------------------- |
| 1980年 | Asylum Records   | EP   | L-377Y   | WITH YOU All DAY THROUGH | パイオニア オールデイ・コンポ・システムCM曲 |
| 1983年 | YUPITERU RECORDS | EP   | YS-2002  | WINDY PEOPLE             |                                             |

#### アルバム
| 発売年 | レーベル         | 規格           | 規格品番                     | タイトル                                      | 備考                               |
| ------ | ---------------- | -------------- | ---------------------------- | --------------------------------------------- | ---------------------------------- |
| 1980年 | Asylum Records   | LP・CD・SHM-CD | M-12004Y WPCL-586 WPCL-12570 | SPIRITS                                       | 2013年と2017年にSHM-CDとして再発売 |
| 1981年 | Asylum Records   | LP・CD・SHM-CD | M-12009Y WPCL-587 WPCL-12571 | Driftin'                                      | 2013年と2017年にSHM-CDとして再発売 |
| 1982年 | Asylum Records   | LP・CD・SHM-CD | M-12509 WPCL-588 WPCL-12572  | LOVE SONGS                                    | 2013年と2017年にSHM-CDとして再発売 |
| 1983年 | PONY CANYON      | LP             | C28H0033                     | Windy People 心響物語                         |                                    |
| 1983年 | PONY CANYON      | LP             | C28H0031                     | Windy People ウイニング・ヒストリーに抱かれて |                                    |
| 1983年 | YUPITERU RECORDS | LP             | YD27-7002                    | Windy People 陽光と風のエリア                 |                                    |
| 1983年 | NIPPON COLUMBIA  | LP             | GX-7066                      | '83 SUZUKA 8-HOURS WORLD ENDURANCE            |                                    |
| 1984年 | PONY CANYON      | LP             | C28H0034                     | Virgin Road ヴァージン・ロードに憧れて        |                                    |
| 1984年 | PONY CANYON      | LP             | C28R0127                     | CITY MORNING                                  |                                    |
| 1987年 | PONY CANYON      | CD             | D32P6099                     | URBAN ROAD CITY                               |                                    |
| 2012年 | 富士/diskunion   | CD             | FJ040                        | CURTIS CREEK BAND                             |                                    |

### EnTRANS

#### アルバム
| 発売年 | レーベル           | 規格 | 規格品番 | タイトル         | 備考 |
| ------ | ------------------ | ---- | -------- | ---------------- | ---- |
| 2009年 | G-matics/diskunion | CD   | GMT-017  | We, Us           |      |
| 2016年 | G-matics/diskunion | CD   | GMT-51   | Be Our Guest!!!! |      |

### その他の作品
| 発売日         | レーベル     | 規格 | 規格品番 | タイトル       | 備考                      |
| -------------- | ------------ | ---- | -------- | -------------- | ------------------------- |
| 2023年10月22日 | 地底レコード | CD   | B106F    | 中村八大楽曲集 | さがゆき & 八木のぶお名義 |

## レコーディング参加作品とアーティスト

### あ行
- あみん『メモリアル』1983年
- 安全地帯『Remember to Remember』1983年
- 杏里『Feelin'』1979年『Heaven Beach』1982年
- アン・ルイス『Cheek III』1985年
- 石川優子『Spicy』1981年
- 石黒ケイ「上海あたり」1980年
- 泉谷しげる「陽のあたる場所」1993年
- 伊勢正三『渚ゆく』1981年
- 伊藤銀次「PERSON TO PERSON」1985年
- 稲垣潤一『WILL』1991年
- 井上鑑「COSMONAUT」1982年
- 井上陽水「もうじき夏がくる」1981年
- 宇多田ヒカル「Give Me A Reason」1999年
- EPO『VOICE OF OOPARTS』1994年
- 大江千里『AVEC』1986年
- 大黒摩季「Happiness」2005年
- 大沢誉志幸「海辺のVision」1989年
- 大塚愛「Birthday Song」2005年
- 大貫妙子「風の吹く街 -Hello New Days-」1990年
- 大橋純子「片思いだけど」1993年
- 岡崎倫典『若者のすべて』1994年
- 尾崎亜美「私の声を聞いて」2012年
- 尾崎豊「ダンスホール」1985年
- 小沢健二「いちょう並木のセレナーデ」1994年
- 男闘呼組『ロクデナシ』1993年

### か行
- 金子マリ「わからなくなったよ」2017年
- カヒミ・カリィ「ELASTIC GIRL」1995年
- かまやつひろし『Je M'appelle MONSIEUR -我が名はムッシュ-』2002年
- 河合その子「午後のパドドゥ」1985年
- 河合奈保子「湖サンセット」1981年
- KAN 「野球選手が夢だった」より 「けやき通りがいろづく頃」1990年
- KAN「KREMLINMAN」より「50年後も」1999年
- 菊池桃子『ESCAPE FROM DIMENSION』1987年
- 来生たかお「ゆっくり夏が」1981年
- 桑田佳祐「黒の舟唄」1993年
- KUWATA BAND「GO GO GO」1986年
- GEISHA GIRLS『THE GEISHA GIRLS SHOW - 炎の おっさんアワー』1995年
- CORNELIUS（小山田圭吾）「PERFECT RAINBOW」1993年「69/96 Girl Meets Cassette」1995年
- 郷ひろみ『LABYRINTH』1985年
- coba『ミッキーは泣かない ～ディズニー愛のベスト～』より「Chim Chim Cher-ee」2000年
- 小林明子『心のままに』1986年
- 米米CLUB「EASTER BELL NORTH」1996年

### さ行
- 酒井法子「ライバル」「Moving」「キライにならないで」1996年
- 坂本龍一「Shining Boy & Little Randy」2005年
- 佐々木幸男『One On One』1979年
- サーカス『NEW HORIZON』1979年
- サザン・オールスターズ『人気者で行こう』1984年『KAMAKURA』1985年『Southern All Stars』1990年
- さだまさし『夢回帰線II』1990年
- サディスティックス『WE ARE JUST TAKING OFF』1978年
- 佐藤隆『男と女 Un Homme Et Une Femme』1984年『土曜の夜と日曜の朝』1985年
- Sugar「ウエディング・ベル」1981年
- SING LIKE TALKING「Will」1994年
- 杉真理「風の季節」1983年
- SPEED「I Remember」1997年「BRAND NEW WEEKEND」1998年

### た行
- 大事MANブラザーズバンド「Autumn Avenueを君と」1991年
- 高野寛『RING』1989年
- 高橋ひろ「太陽がまた輝くとき」1994年
- 竹内まりや「ウエイトレス」1981年
- CHAGE and ASKA『CHAGE&ASUKA IV -21世紀-』1983年
- 寺岡呼人「流星」「ご贔屓に」2014年
- To Be Continued「ヒザにきてるよ」1996年
- 土岐麻子「Walk On」2007年
- TOSHI『MISSION』1994年
- AAA「ミカンセイ」2007年

### な行
- 永井真理子『OPEN ZOO』1993年
- 中島みゆき『生きていてもいいですか』1980年
- 中原めいこ『mint』1983年『ロートスの果実』1984年
- 夏川りみ『てぃだ 〜太陽・風ぬ想い〜』2002年

### は行
- ハイ・ファイ・セット『Indigo』1985年
- 濱田金吾『Fall in Love』1985年
- 浜田省吾「PAIN」1985年
- 原田真二「永遠を感じた夜」1985年「寒がりのVOICE」1986年
- 原由子「いちょう並木のセレナーデ」1983年
- 久石譲「Nostalgia -Piano Stories III-」1998年「Nostalgia」2020年
- ピチカート・ファイヴ「聖三角形」1988年「Lip Service」1989年
- 平井堅「思いがかさなるその前に…」2004年
- 広末涼子『ARIGATO!』1997年
- 弘田三枝子『TOUCH OF BREEZE』1983年
- 福島邦子『To』1980年
- 福山雅治「桜坂 (nayuta version/instrumental)」2000年
- 藤井フミヤ「堕天使」1994年
- ブレッド&バター『Late Late Summer』1979年
- 堀江淳「硝子通り～去りゆく季節の中で～」1981年

### ま行
- 前川清『Kiyoshi』1982年
- 槇原敬之「さみしいきもち」1993年「LONESOME COWBOY」1994年
- 松田聖子「SUNSET BEACH」1982年
- 松任谷由実「VOYAGER〜日付のない墓標」1984年
- 松本伊代『天使のバカ』1986年
- 松本梨香「めざせポケモンマスター」1997年
- 松山千春『時代をこえて』1981年
- 南こうせつ『MY HEART』1981年
- 南佳孝「Sleeping Lady」1979年
- 村下孝蔵『陽だまり』1987年
- 森川美穂「風のように」1991年

### や行
- 山口百恵「ロックンロール・ウィドウ」1980年
- 山本達彦『ポーカー・フェイス』1981年「FAREWELL, MIDNIGHT BLUE」1983年
- 横山輝一「STAY IN THE TWILIGHT」1988年
- 芳野藤丸『What's Up?』2018年

### わ行
- 渡辺美里「いつか きっと」1993年

## 楽譜
- テンホールズ ハーモニカ教本 – 全音楽譜出版社 (1998年12月11日)